# Ziad Abu Amr

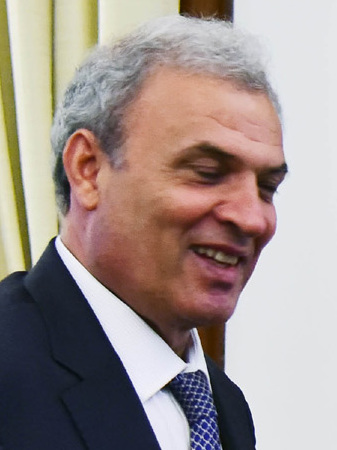
Ziad Abu Amr

Ziad Abu Amr (arabisch زياد أبو عمرو, DMG Ziyād Abū ʿAmr; * 22. Januar 1950 in Gaza) ist ein palästinensischer Politiker, Autor und Mitglied des Palästinensischen Legislativrates. Vom 18. März 2007 bis zum 17. Juni 2007 war er Außenminister der palästinensischen Autonomiebehörde und ist seit dem 2. Juni 2014 stellvertretender Premierminister und Minister für Kultur des Staates Palästina.

## Leben
Geboren wurde Abu Amr im Jahr 1950 in Gaza-Stadt, später studierte er an der Universität Damaskus in Syrien, wo er einen Bachelor-Abschluss in Englischer Literatur und Sprache machte. Er erhielt einen Master- und Doktortitel in Vergleichender Politikwissenschaft an der Georgetown University in Washington, D.C. Nach seiner Tätigkeit als Lehrer in Bahrain, Oman und Syrien, begann er mit der Lehre der Politikwissenschaft an der Birzeit-Universität in Ramallah im Jahr 1985.
Abu Amr ist verheiratet und Vater von vier Kindern.

## Politische Laufbahn
Als unabhängiger Kandidat bei den palästinensischen Parlamentswahlen von 1996 gewann er einen Sitz in dem Palästinensischen Legislativrat (Palestinian Legislative Council, PLC) in Gaza-Stadt. Während dieser Zeit war er Vorsitzender des politischen Ausschusses des PLC.
Von April bis Oktober 2003 war er Kulturminister in der Regierung von Premierminister (jetzt Präsident) Mahmoud Abbas.
In den Parlamentswahlen am 25. Januar 2006 wurde er mit 5.748 Stimmen wiedergewählt.
Nach einer gewaltsamen Auseinandersetzung in den palästinensischen Gebieten im Frühling 2007 wurde das Hamas-Mitglied Ismail Hanija Ministerpräsident in einer neuen Regierung der nationalen Einheit mit Abu Amr als Außenminister. Das Kabinett wurde von der PLC am 18. März 2007 bestätigt. Im Juni 2007 brachte die Hamas den Gazastreifen gewaltsam unter ihre Kontrolle, was zu einer Spaltung der Palästinensischen Autonomiegebiete führte. Durch Präsident Mahmud Abbas wurde Ministerpräsident Haniyya am 14. Juni 2007 entlassen und die Regierung aufgelöst. Als Nachfolger wurde Salam Fayyad bestimmt, dessen Notkabinett am 17. Juni 2007 vereidigt wurde.
Nach Verhandlungen zwischen Hamas und Fatah wurde am 2. Juni 2014 eine neue Einheitsregierung des Staates Palästina vorgestellt, der Abu Amr als stellvertretender Premierminister und Minister für Kultur angehört.
Er ist mit vielen politischen Vereinigungen, einschließlich der Palästina-Center in Washington, D.C., der Palästinensischen Rat für auswärtige Beziehungen, und MIFTAH, einer palästinensischen Bürgerrechte Organisation.

## Politische Einstellung und Ansichten
Abu Amr ist ein Reformer und ein Teil der „jungen Garde“ der palästinensischen Führung. Er hat sich von Zeit zu Zeit kritisch gegenüber der Palästinensischen Autonomiebehörde Verwaltung und Security-Services geäußert. Er vermittelte Gespräche zwischen den beiden wichtigsten palästinensischen Gruppen Hamas und Fatah und ist auf breiter Basis von den beiden Gruppen anerkannt.

## Schriften
- Islamic Fundamentalism in the West Bank and Gaza. Muslim Brotherhood and Islamic Jihad. Indiana University Press, 1994. ISBN 0-253-20866-1.